# حارم
حارم مدينة سورية ومن مناطق محافظة إدلب الخضراء في سورية تشتهر بينابيعها المعدنية وبساتينها الخضراء وجمال طبيعتها.
تشتهر حارم بالزراعة بكافة أنواعها وأهمها زراعة المشمش وخاصة النوع المسمى (شكر برا) وهذا النوع من أطيب أنواع المشمش على الإطلاق، كما تشتهر بزراعة الزيتون وبخضرواتها المتنوعة وأخص الفليفلة الحارمية الحارة (قرن الغزال) كما تشتهر بالزيتون والتين الشهير كذلك في حارم والعديد من الفواكه المميزة.
حارم مدينة أثرية معروفة بمواقعها الأثرية الفريدة مثل قلعة حارم والكثير من الآثار المنتشرة في المدينة ومحيطها وقد سكنها الإنسان منذ أقدم العصور، تقع على الشريط الحدودي مع تركيا سكان حارم قبل الثامن من آذار 1963 كانوا من آل برمدا وآل قشقش وآل الكيخيا وآل هنانو وآل مارد وآل خزاعي وشيخو وقويري أما الآن فكثرت الهجرات من المناطق المجاورة وزاد عدد سكان المدينة، تنقص حارم مرافق كثيرة حيث فيها مدرسة واحدة ومستوصف صغير للخدمات الصحية. وتضم منطقة حارم عدة مدن وبلدات منها :
- - سلقين
  - أرمناز
  - كفر تخاريم
  - كفرمو
  - بلدة إسقاط
  - معراة الشلف
  - قرقانية
  - قلب لوزة
  - بنابل
  - ميرسحق
  - كفر كيلا
  - مشندلايا
  - معصرته
  - بسينيا
  - كفرحوم
  - عريبة
  - رأس الحصن

## حارم في التاريخ
يعود تاريخ المدينة إلى عصور قديمة مكملة للمنطقة المحيطة بها والكثير من المواقع الأثرية وفي التاريخ تعرضت هذه للعديد من الغزوات والحروب، فقد وقف تيمورلنك على أسوار قلعتها مدة تسعة أيام حتى سقطت بيده، فققر معاقبة أهلها بأن أمر جنده بقتل كل السكان رجالاً ونساء وشيوخاً وأطفالاً، كما أمر بقتل الدواب كافة واقتلاع الأشجار، ثم قام برش الأرض بالملح ثم قام جنده بحرثها كيلا ينبت فيها الزرع من بعد. لكن خاب -مله وأصبحت حارم من أخصب البقاع ويزرع فوق أرضها الخصبة شتى أنواع الفواكه والخضروات التي لا مثيل لها من حيث الجودة.
مدينة حارم (دمشق الصغرى)
حارم مدينة تقع على السفح الشمالي الغربي للجبل الأعلى الذي كان يعرف بجبل السماق (لكثرة شجيرات السماق فيه). ترتفع مدينة حارم عن سطح البحر /138/ م. وتبعد عن مدينة حلب / 67 / كم وعن مدينة إدلب / 52 / كم. وتطل إلى الغرب على سهل العمق الفسيح والذي كان يعرف في العصور الوسطى بعمق حارم، ويدل على ذلك ما ورد في شعر أبو الطيب المتنبي حيث سماه (عمق حارم) هذا السهل الذي تنتشر فيه القرى والمدن بكثرة، وأهم مدنه : مدينة إنطاكية التي تبعد عن حارم /41/كم والتي كانت عاصمة السلوقيين في العصر الهلنستي. وإلى الغرب والشمال من سهل العمق ترى بوضوح قمم جبال(الأمانوس) الذي كان يعرف بجبل اللكام. وإلى جنوبه جبل القصير الذي يحجب عن حارم رؤية إنطاكية. وإلى الشرق من حارم تقع قمم جبل الأعلى وسفوحه التي تغطي قسم كبير منها أشجار السرو والصنوبر والزيتون البري وغيرها من النباتات الطبيعية حيث يلي جبل الأعلى جبل باريشا. وإلى الجنوب والغرب جبل الدويلة وكل هذه الجبال تعرف بجبال حارم هذه الجبال التي تكثر فيها الآثار البيزنطية.
وتتمتع حارم بموقع استراتيجي هام برز دوره بشكل واضح في فترة الحروب الصليبية وقلعتها التي ما زالت قائمة تشهد على ذلك. وغير بعيد عنها وقعت معركة هامة بين ملكة تدمر زنوبيا وبين الإمبراطور الروماني أورليان عام /270/م، عند نهاية السفح الشمالي للجبل الأعلى على بعد حوالي /5/ كم من حارم بموقع يعرف الآن ببلدة البركة حاليا على طريق حلب إنطاكية. ومن حارم انطلق جيش لصلاح الدين الأيوبي جنوبا باتجاه حطين في فلسطين ليشارك في معركة حطين الهامة عام /1187/ م والتي حسمت الحروب الصليبية وكانت بداية نهايتها ولصالح العرب المسلمين.
وكانت حارم من المواقع الهامة عند ملوك الأيوبيين وبخاصة صلاح الدين حتى أن خال صلاح الدين عرفه المؤرخون ب(الأمير شهاب الدين الحارمي) الذي أقطعه صلاح الدين الأيوبي حماة عام 571 هـ.
الظروف الطبيعية والمناخية:
```
مناخ حارم لطيف حيث تظهر فيه الفصول الأربعة وهو دافئ في الشتاء وأجمل فصولها الربيع لكن صيفها حار قليلاً.
```

تتمتع حارم بظروف طبيعية جيدة، فأراضيها الزراعية خصبة جداً وهي جزء من سهل العمق الذي يعد من أخصب بقاع الأرض والذي كان يعرف بعمق حارم فهو يصلح لكافة الزراعات، كما أن جبالها تغطيها الأشجار الطبيعية المتنوعة.
وأمطار حارم غزيرة يزيد معدلها عن /500/مم حيث تقع مقابل فتحة جبلية تسمح بدخول الرياح الرطبة الماطرة شتاء، وهذه الفتحة ما بين جبال الأمانوس والجبل الأقرع وتهب عليها وعلى المنطقة رياح جنوبية غربية وشمالية غربية وأحياناً رياح شمالية شرقية.
وحارم غنية بالمياه حيث توجد فيها سبع ينابيع، أكبرها (نبع الشيب) الذي يشكل نهراً صغيراً يسمى بنهر حارم وهذه الينابيع تروي غوطتها الجميلة.
المـوقع الإداري:
حارم مركز المنطقة يتبعها نواحي كفرتخاريم وسلقين والدانا وقورقنيا تبلغ مساحتها 820 كم تتصل مع خارج القطر عبر نقطة حدود باب الهوى عدد سكان منطقة حارم حسب تعداد عام 1981 بلغ 88395 نسمة.
هي مدينة ساحرة للناظر والقاطن والزائر... بكل ما فيها من مقومات السياحة، من جبال وهضاب وسهول وغابات وينابيع وأنهار تزينها مختلف أنواع الأشجار المثمرة والمزروعات المتنوعة دليل على تربتها الخصبة فهي غوطة دمشق الصغرى في سورية كما سماها الكثيرون نظرا لفتنتها ونضرتها وعطرها الفواح ومناخها المعتدل البحري كيف نصفها وهي سحر الشمال فيها قلعة أثرية تحيط بها المدينة القديمة والينابيع السبعة والأنهر والوديان والسهول ثم الجبال تنتشر فيها مراكز للاصطياف أتقنها بعض من سكانها وأبدعوها ووضعوا فيها روح الطبيعة وتنتشر على ضفاف نهرها الرئيسي / نهر المرجة / وينابيعها كنبع مزار أبي عبيدة بن الجراح وفي بساتينها الغناء.
أطلق عليها البعض مدينة الينابيع السبعة التي تروي سهولها وهي :
```
1ـ نبع عين القلعة الذي ينبع من أسفل قلعتها الأثرية.
```

```
2 ـ نبع الشيب.
```

```
3ـ نبع عين فارس.
```

```
4ـ نبع عين السوق القديم.
```

```
5ـ نبع الفوار.
```

```
6ـ نبع مزار أبي عبيد بن الجراح.
```

```
7ـ نبع عين الطيبوط والذي يشرب منه السكان لعذوبته ونقائه.
```

ويحيط بهذه المدينة الأثرية العديد من المواقع الأثرية منها كنيسة قلب لوزة وأثار ميرسحاق وآثار كفرمو وحوالي 270 موقع ومن مزاراتها التي تؤمن العديد من الزوار: ـ مزار أبي عبيدة بن الجراح ـ ومزار الشيخ أيوب /شهاب الدين الحارمي/ ومن مصايفها: /مقصف ليالي القمر ــ مقصف المدينة ــ استراحة نبع الفردوس ـ استراحة منتزه أبي عبيدة بن الجراح الشعب.
بهذا نجد أن فيها مقومات السياحة من آثار وغابات ومياه وافرة ومناخ معتدل وجبال ومزارات إلا أنها تفتقر إلى الرأسمال الذي يوظف في تدعيم وتطوير السياحة وتفتقر للإعلام المطلوب للتحقيق النهضة السياحية المثلى على مستوى البلاد.
وأهلاً بكم في ربوع حارم الخضراء .

## أسرة آل برمدا في حارم
هي أول أسرة شهيرة في قصبة حارم. وأول من يذكر من أسلافها في هذه البلدة حسن آغا وحسين آغا وأحمد آغا أبناء مصطفى آغا وهم في الأصل أسرة كردية من عشيرة البرازية كانت متوطنة في نواحي سروج من أعمال مدينة الرها وكانوا من زعماء هذه العشيرة ورؤسائها ولهم السيطرة على عشائر الأكراد في تلك الأطراف.
ولما ثقلت على الحكومة وطأتهم أمرتهم في حدود سنة (1240) بالرحيل إلى جهات الجومة فتوفي والدهم مصطفى آغا في أثناء الطريق وبعد أن أقاموا في الجومة مدة أمروا بالرحيل إلى جهة العمق وهناك خطب أختهم أحد زعماء التركمان فأجابوه وصاهروه ثم أمروا بالرحيل إلى حارم فرحلوا إليها وأقاموا فيها تحت مضارب الخيام لخلوها من أماكن يلجأون إليها.
وفي سنة (1243) تمرد والي بغداد على الدولة فندبت لقمع تمرده علي رضا باشا والي حلب فصحب معه بكور آغا كتخداه وهذا صحب معه حسن آغا أحد الإخوة الثلاثة المذكورين فتوجهوا إلى بغداد وأخضعوا واليها المتمرد وأعادوا مياه الأمن والسلام إلى مجاريها وقد أظهر حسن آغا في تلك المعارك من البطولة وحسن التدبير ما حمل الدولة على الرضاء عن هذه الأسرة وحينئذ رضيت عنهم وأقطعتهم خرابة حارم وبعض أراض من ضواحيها ومن ذلك الحين أخذوا يقيمون فيها المباني ويرخصون لمن رغب جوارهم بأن يبني فيها ويجعلها وطنا له وعلى تمادي الأيام عادت تلك الخرابة عامرة آهلة بالناس بعد أن بقيت خرابا يبابا عدة قرون.
وممن أدركناه من مشاهير هذه الأسرة في حارم أحمد آغا ابن مصطفى آغا ابن أحمد آغا ابن مصطفى آغا. كان جوادا سخيا صاحب منزل حافل لإقراء الضيوف وإكرامهم ممدوح السيرة نافذ الكلمة مقبولا عند الحكام. وقد خلفه في ذلك أنجاله المحترمون نجيب آغا ومصطفى آغا وفارس آغا فهم سائرون على مناهجه حريصون على إبقاء ذكره.
ومن نوابغ رجال هذه الأسرة الذكي الألمعي مصطفى بك ابن صادق أفندي ابن حسين آغا أحد الإخوة الثلاثة فهو ممن انفرد بين أقرانه برقّة الطبع ودقة الفهم وعزة النفس وصدق الحدس وسرعة الجواب المقرون بالسداد والصواب والتضلع من معرفة قوانين الدولة وأنظمتها وقد وجد في عدة خدم عالية آخرها حاكمية دولة حلب العامة بقي فيها مدة ثم رغب عنها إلى حرفة المحاماة التي نال بها غبطة من رخاء البال ورغد العيش لإقبال الناس عليه لأنه ممن جمع بين القوة والأمانة.
في عام 1980 تم مصادرة جميع أملاك ال برمدا في حارم بعد إصدار حكم عرفي على جميع افراد العائلة.

## الأسر الشهيرة في كفر تخاريم
منها آل هنانو وهي أسرة شهيرة متفرعة عن أصل قديم في حلب وجد منه عدة رجال أولي وجاهة واحترام منهم الآن في كفر تخاريم إبراهيم بك النابغة بالفصاحة والبطولة وتوقد الذهن وكرم السجايا وصدق العزيمة وحرية الضمير.
ومنها أسرة آل الدرويش ووجيهها توفيق أفندي وعارف آغا. وأسرة آل الكيالي ووجيهها بشير أفندي. وأسرة آل الصرما ووجيهها إبراهيم آغا. ويوجد في كفر تخاريم غير ما ذكرنا من الأسر الشهيرة والوجهاء الموصوفين بالسخاء وكرم الأخلاق.
ومن الوجهات في قرية منّس شعبان آغا ابن نجيب آغا له وجاهة وقبول وهو صاحب منزل لإقراء الضيوف.

## الأسر الشهيرة في أرمناز
منها آل يحيى أسرة قديمة كثيرة العدد وافرة المدد كان لها في هذه البلدة أملاك عظيمة من الزيتون والعقار وغيرهما. وجيه هذه الأسرة محمد عثمان أفندي شاب نشيط ميّال إلى الأدب والمعارف حر الضمير عزيز النفس سخي الطبع. ومنها فارس آغا وهو رجل وديع سهل الأخلاق صاحب منزل لإقراء الضيوف وإكرامهم. وأسرة آل الجمال ووجيهها نور آغا.
المصادر:
كتاب دمشق الصغرى - المؤرخ فايز قوصرة
موقع بوابة المجتمع المحلي بحارم http://www.harem4dev.sy/